# Iwan Michailow (General)
Iwan Michailow, vollständig Iwan Michailow Popow, bulgarisch Иван Михайлов (* 22. Februar 1897 in Ferdinand; † 16. Mai 1982) war ein bulgarischer Offizier im Range eines Generals und Politiker.

## Leben
Während des bulgarischen Septemberaufstandes im Jahr 1923 führte er eine bewaffnete Abteilung. Nachdem der Aufstand niedergeschlagen worden war, wurde er in Abwesenheit zum Tode verurteilt. 1925 ging er in die Sowjetunion ins Exil. Dort absolvierte er in Leningrad die Militärtechnische Akademie. Von 1941 bis 1945 kämpfte er im Zweiten Weltkrieg auf Seiten der Sowjetunion. Im Jahr 1945 kehrte er nach Bulgarien zurück. Von 1950 bis 1971 war er stellvertretender Vorsitzender des Bulgarischen Ministerrats. Ab 1954 war er Mitglied des Zentralkomitees und des Politbüros der Bulgarischen Kommunistischen Partei. In den Jahren 1957/58 war er bulgarischer Minister für Transport und Fernmeldewesen, von 1958 bis 1962 Verteidigungsminister. Ab 1971 war er Mitglied des Staatsrats.
Michailow wurde mit dem Leninorden, dem Orden Georgi Dimitrow und als Held der Volksrepublik Bulgarien ausgezeichnet.